# Салманова Олена Юріївна
Салманова Олена Юріївна (16 лютого 1969, м. Борзя, Забайкальського краю (Російська Федерація)) — український вчений, юрист. Доктор юридичних наук (2016), професор (2016)

## Життєпис
Салманова (Сечанцина) Олена Юріївна народилася 16 лютого 1969 у м. Борзя, Забайкальського краю (Російська Федерація). У 1970 році за місцем служби батька переїхала до міста Єлізово Камчатського краю (РФ). У 1975 році вступила до середньої школи № 2 м. Єлізово. В 1981 році переїхала до міста Херсон (Україна), де у 1985 році закінчила Херсонську середню школу № 24. 
У 1985-1988 працювала в Херсонській міській прокуратурі на посаді начальника особо-загальної частини.
У 1988 році вступила на навчання до Харківського юридичного інституту ім. Ф.Е. Дзержинського (слідчо-криміналістичний факультет № 3). У 1993 році закінчила навчання, отримавши диплом з відзнакою Української юридичної академії (тепер – Національний юридичний університет імені Ярослава Мудрого) та кваліфікацію «юрист».
У серпні 1993 року поступила на роботу до Харківського інституту внутрішніх справ (тепер Харківський національний університет внутрішніх справ) на посаду викладача кафедри адміністративного права та адміністративної діяльності ОВС. Впродовж 1993 – 2014 років перебувала на посадах викладача, старшого викладача, доцента, професора кафедри адміністративного права та процесу Харківського національного університету внутрішніх справ. 
З липня 2014 року і до теперішнього часу працює в посаді завідувача (начальника) кафедри адміністративного права і процесу ХНУВС. 
У 2002 році захистила дисертацію на здобуття наукового ступеню кандидата юридичних наук за темою: «Адміністративно-правові засоби забезпечення міліцією безпеки дорожнього руху» за спеціальністю 12.00.07 – теорія управління; адміністративне право; фінансове право.
У 2016 році захистила дисертацію на здобуття наукового ступеня доктора юридичних наук за темою: «Правові акти в управлінській діяльності Національної поліції України» за спеціальністю 12.00.07 – адміністративне право і процес; фінансове право; інформаційне право. 
У 2016 році присвоєно вчене звання професора кафедри адміністративного права та процесу ХНУВС.
Під науковим керівництвом Салманової О.Ю. захищено 7 дисертацій на здобуття наукового ступеню кандидата юридичних наук.

## Творчість
Опублікувала понад 80 наукових та навчально-методичних праць, серед яких: монографія «Правові акти в управлінській діяльності Національної поліції України» (2016); 5 підручників: «Адміністративна діяльність міліції» (у співавторстві, 2004); «Адміністративне право України. Загальна частина. Академічний курс»  (у співавторстві, 2011); «Адміністративне право України. Особлива частина. Академічний курс»  (у співавторстві, 2013); «Міграційне право України»  (у співавторстві, 2016); 6 навчальних посібників: «Адміністративна відповідальність в Україні» (у співавторстві, 2011). «Правові та організаційні засади протидії браконьєрству» (у співавторстві, 2008); «Адміністративний процес» (у співавторстві, 2008);. «Адміністративно-правові засади забезпечення громадського порядку органами внутрішніх справ України» (у співавторстві, 2014); «Контроль за діяльністю правоохоронних органів» (у співавторстві, 2014). 4 науково-практичні коментарі: «Науково-практичний коментар до Закону України «Про запобігання та протидію корупції» (у співавторстві, 2012); «Науково-практичний коментар до Закону України «Про Національну поліцію» (у співавторстві, 2016). 

## Нагороди
Відзнаки МВС України: «За розвиток науки, техніки та освіти» II ступеня, «За відзнаку в службі» І та II ступенів, «За сумлінну службу» ІІ ступеня; цінний подарунок «Годинник» від Верховної Ради України, Почесні грамоти Харківської обласної державної адміністрації та Харківського міського голови.